# 3179 Beruti
3179 Beruti è un asteroide della fascia principale. Scoperto nel 1962, presenta un'orbita caratterizzata da un semiasse maggiore pari a 3,0987936 UA e da un'eccentricità di 0,1540575, inclinata di 1,75309° rispetto all'eclittica.
L'asteroide è dedicato al compositore argentino Arturo Berutti.